# 舞台

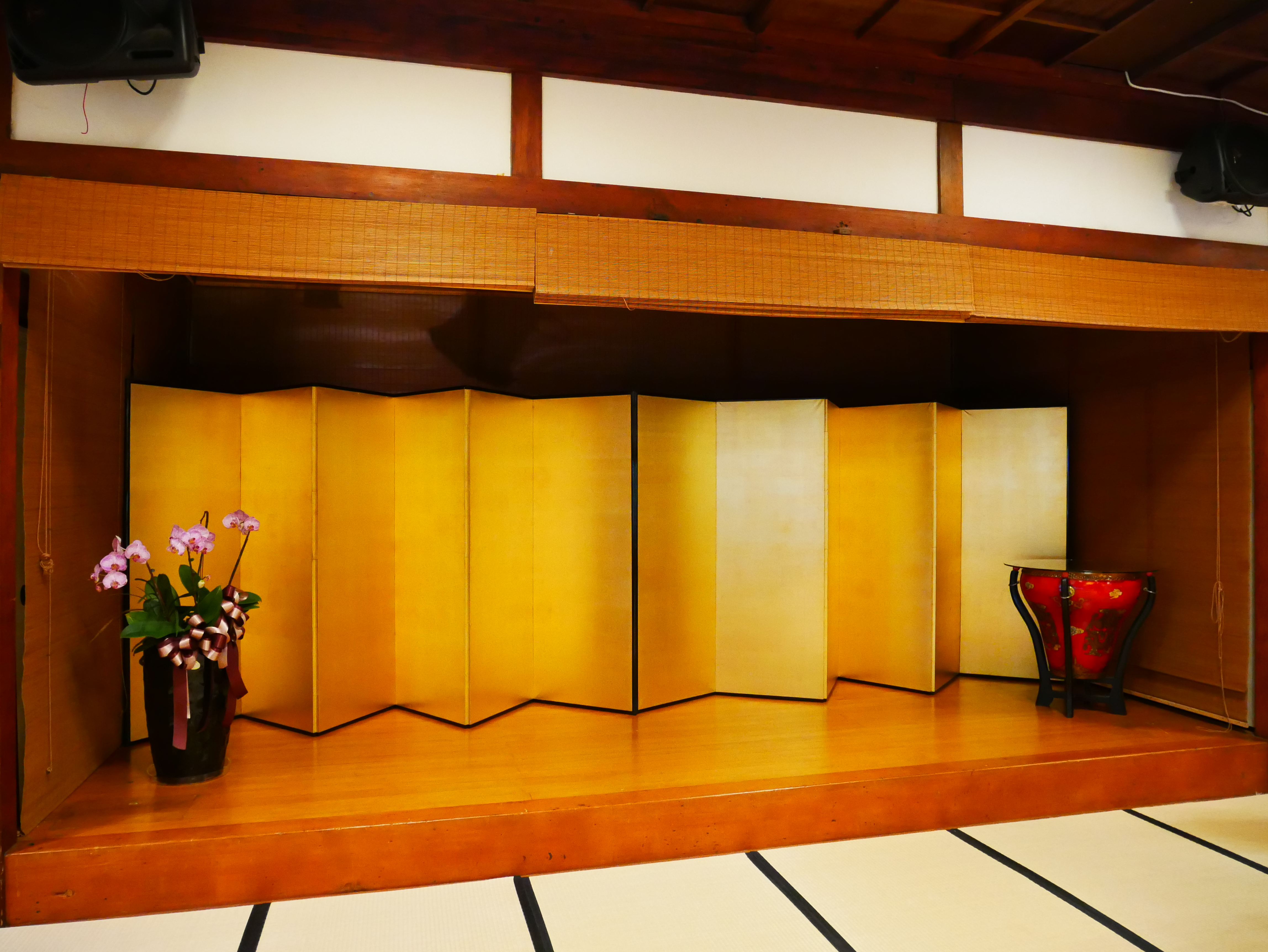
佳山旅館（今北投文物館）大廣間舞台

舞臺是在剧院中为演员表演提供的空间，也指进行某种活动的场所，它可以使观众的注意力集中于演员的表演并获得理想的观赏效果。舞臺通常由一个或多个平臺构成，它们有的可以升降。

## 舞台的类型

### 镜框式舞臺

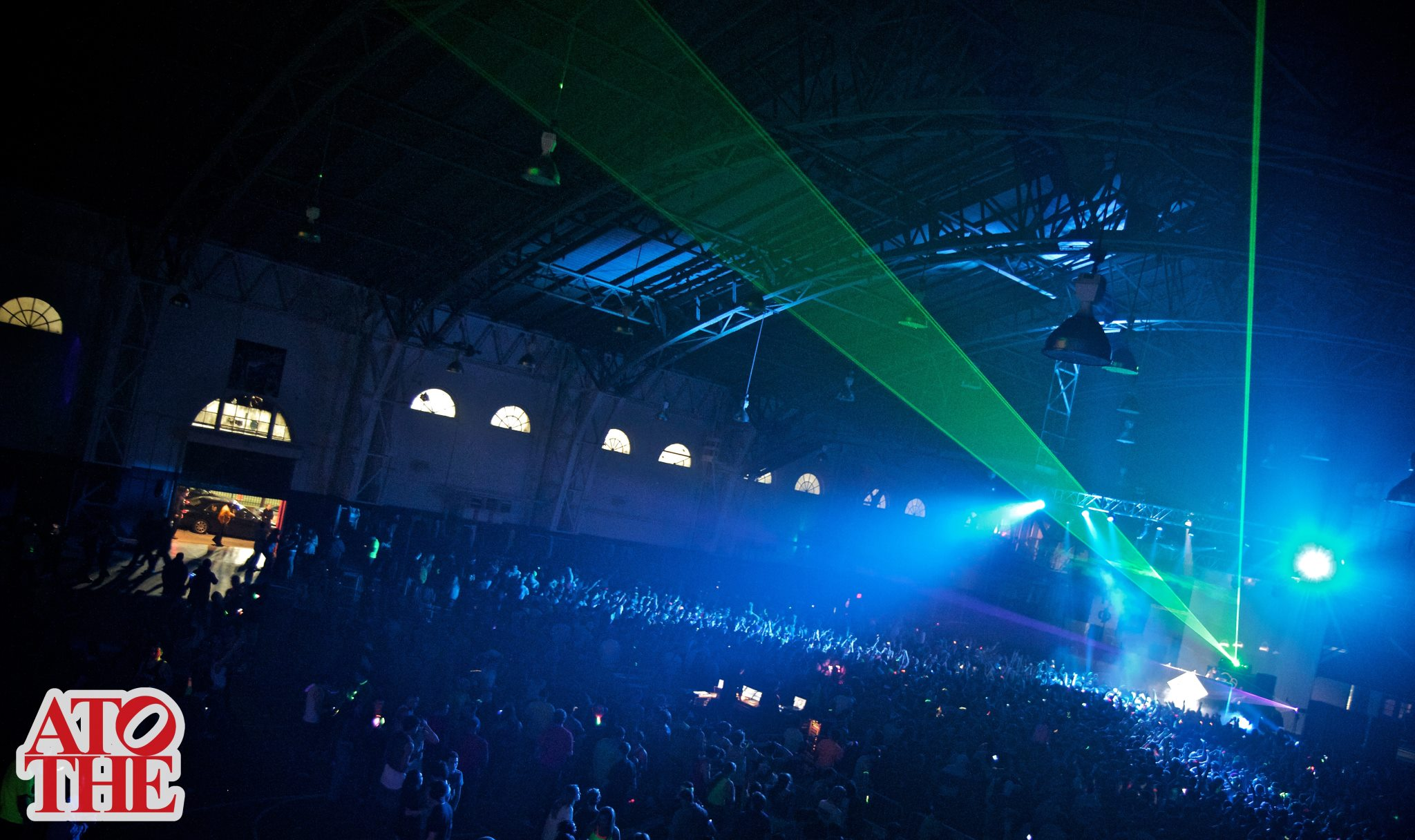
雷射裝飾的舞台

镜框式舞臺是指观众位于舞臺的一侧，而舞臺的其余侧面被物体遮挡，以供演员和技术人员做准备工作。

### 伸展式舞臺

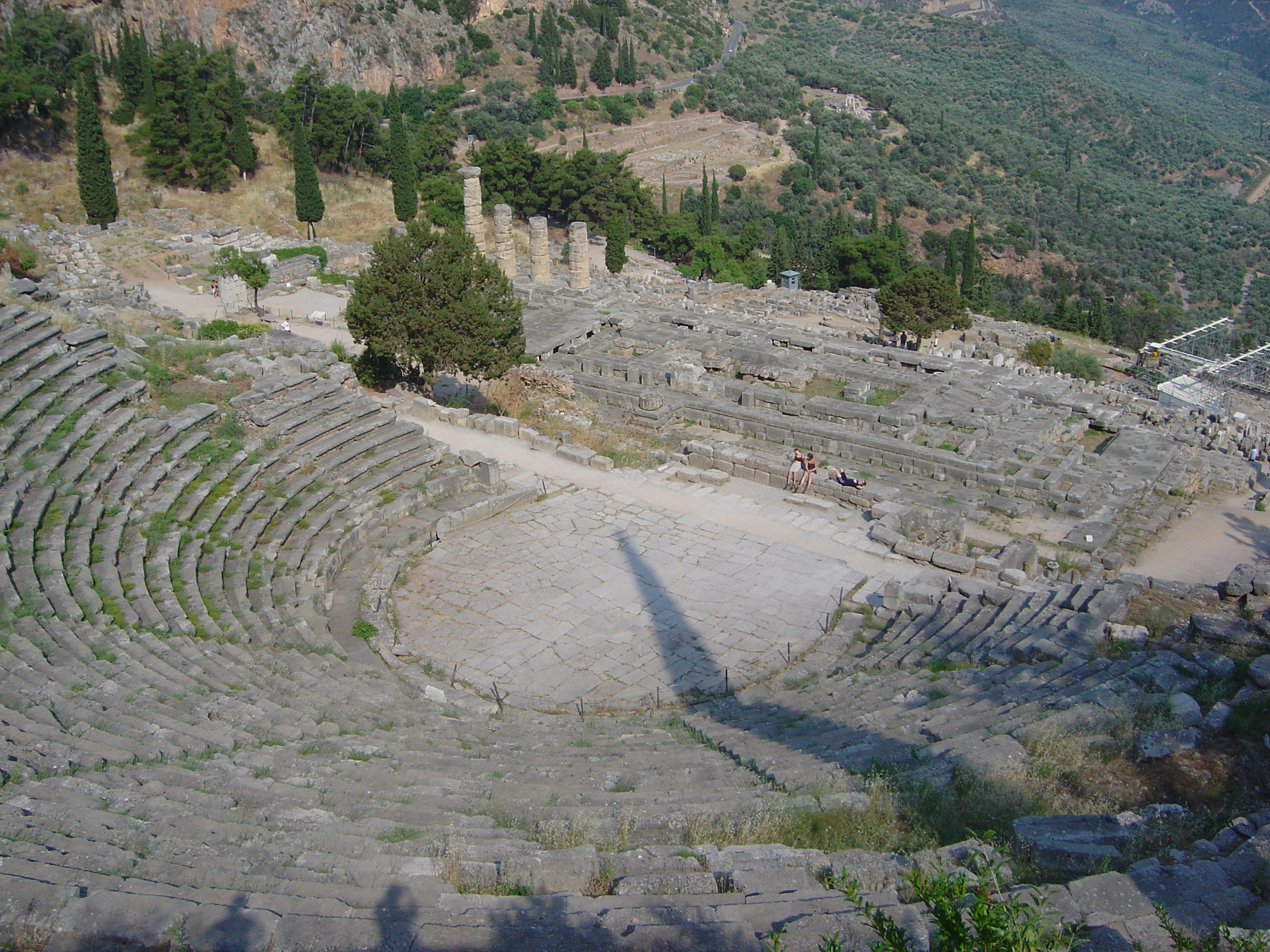
位於希臘的古代劇場舞臺

伸展式舞臺与镜框式舞臺的区别在于，主舞台大部分向前突出，伸向观众席，这一部分的三面都暴露给观众。直至十七世記前，所有西方劇場，例如古希臘劇場，沙士比亞的环球剧场等等都是用伸展式舞台。

### 中心式舞臺
圆环形舞臺是指观众位于舞臺的四周。通常圆环形舞臺位于剧场的中央。观众可以近距离地欣赏表演。例如演唱會的四面台

## 舞臺的历史
舞臺起源于村庄里的表演场地。